# Дружные ребята (Казахстан)
«Дружные ребята» — казахстанская республиканская еженедельная газета для детей (на русском языке). Выходит с 1933 года (до 1942 года — «Пионер Казахстана», в 1942—1956 годах не выходила, с 1956 года — «Дружные ребята»). На страницах газеты публикуются материалы, способствующие воспитанию подрастающего поколения, развитию их творческого потенциала, а также образцы детского творчества: стихи, песни, рисунки.
В 1970-х годах тираж газеты составлял 300 тысяч экземпляров. К 2017 году тираж составляет более 7 тысяч экземпляров, газета выходит на 16 листах один раз в неделю.
Газета выпускается силами ТОО «Жас өркен» (оно работает со стопроцентной долей участия государства). В состав ТОО входят четыре детских издания — журналы «Балдырған», «Ақ желкен» и газеты «Ұлан», «Дружные ребята».